# Бреше, Жереми
Жереми́ Пьер Бреше́ (фр. Jérémie Pierre Bréchet; 14 августа 1979, Лион) — французский футболист, защитник.

## Клубная карьера
Жереми является воспитанником «Лиона», в составе которого дебютировал в профессиональном футболе в сезоне 1998/99. За первый год в клубе Бреше провёл 15 матчей. Жереми выступал за «Лион» до 2003 года, сыграв в 117 встречах и выиграв с командой 2 чемпионства, кубок и Суперкубок Франции.
В июле 2003 Жереми перешёл в состав итальянского «Интернационале». Начало сезона в Италии успешно складывалось для Бреше, он отыграл 6 матчей. Однако затем Эктор Купер был уволен с поста главного тренера, а Жереми получил травму и до конца сезона принял участие только ещё в 3 матчах. Летом 2004 года руководство «Интера» проинформировало игрока, что они не нуждаются в услугах француза.
Жереми подписал контракт с испанским «Реал Сосьедадом», но за два сезона из-за травм провёл за клуб только 20 матчей.
Летом 2006 Бреше принял решение вернуться во Францию, он присоединился к «Сошо». Уже после третьей игры за новый клуб получил капитанскую повязку. За «Сошо» Жереми провёл 2 довольно успешных сезона, став ключевым игроком команды, с которой выиграл Кубок Франции 2006/07.
В июне 2008 Бреше перешёл в голландский ПСВ, подписав контракт на 3 года. Однако уже через год Жереми вернулся в «Сошо», объяснив свой переход семейными обстоятельствами. По окончании сезона 2011/12 Бреше стал свободным агентом и подписал соглашение с «Труа», только что вышедшим в Лигу 1.
26 июня 2013 присоединился к «Бордо». Первый матч за «жирондинцев» провёл 17 августа 2013 года, выйдя на замену в матче против «Тулузы».

## Карьера в сборной
В сборной Франции дебютировал 1 июня 2001 года в матче Кубка конфедераций, в стартовом составе во втором матче группового этапа против Австралии. Всего в футболке национальной сборной провёл три матча.